# Tōku made
„Tōku made” (jap. 遠くまで) – pierwszy singel japońskiego piosenkarza Kōshiego Inaby, wydany 16 grudnia 1998 roku. Osiągnął 1 pozycję w rankingu Oricon i pozostawał na liście przez 10 tygodni, sprzedał się w nakładzie 663 660 egzemplarzy.
Singel zdobył status platynowej płyty.

## Lista utworów
| Nr | Tytuł                       | Czas |
| -- | --------------------------- | ---- |
| 1. | „Tōku made” (jap. 遠くまで) | 4:56 |
| 2. | „CHAIN”                     | 3:37 |
| 3. | „Not Too Late”              | 4:26 |

## Notowania
| Lista                      | Pozycja |
| -------------------------- | ------- |
| Oricon Weekly Albums Chart | 1       |
| Oricon Yearly Albums Chart | 28      |